# David Thompson (polityk)
David John Howard Thompson (ur. 25 grudnia 1961 w Londynie, zm. 23 października 2010 w Mapps), barbadoski polityk, premier Barbadosu od 16 stycznia 2008 do 23 października 2010, dwukrotny przewodniczący Demokratycznej Partii Pracy (Democratic Labour Party, DLP).

## Życiorys
David Thompson urodził się w 1961 w Londynie jako syn Margaret i Charlesa Thompsonów. Dzieciństwo spędził na Barbadosie, gdzie uczęszczał do szkoły podstawowej i średniej. W 1979, po ukończeniu szkoły średniej Combermere School, przez rok pracował w niej jako nauczyciel. W latach 1980–1984 studiował Uniwersytecie Indii Zachodnich. W 1986 zdał egzamin prawniczy rozpoczął praca jako adwokat. Od 1986 do 1988 pracował jako wykładowca prawa na Uniwersytecie Indii Zachodnich.
Karierę polityczną rozpoczął w 1987, kiedy wygrał z ramienia DLP wybory uzupełniające w okręgu St. John po śmierci premiera Errola Barrowa. Od tego czasu aż do swojej śmierci nieprzerwanie reprezentował ten okręg w Izbie Zgromadzenia.
W latach 1991–1992 pełnił funkcję ministra rozwoju społeczności i kultury. Od 1992 do 1993 był ministrem stanu w Ministerstwie Finansów, a następnie ministrem finansów (1993-1994). W 1994 został liderem Demokratycznej Partii Pracy (DLP) po tym, jak premier Erskine Sandiford otrzymał od parlamentu wotum nieufności. Pod jego przywództwem partia dwukrotnie przegrała wybory - w 1994 oraz w 1999, a Thompson pełnił funkcje lidera opozycji w parlamencie. W konsekwencji w 2001 zrezygnował ze stanowiska lidera DLP. W 2005 został jednak ponownie został przewodniczącym partii.
15 stycznia 2008 Demokratyczna Partia Pracy odniosła zwycięstwo w wyborach parlamentarnych, zdobywając 20 miejsc w 30-osobowej Izbie Zgromadzenia. 16 stycznia 2008 David Thompson objął urząd szefa rządu. Dodatkowo był również odpowiedzialny za resort finansów, spraw gospodarczych i rozwoju, pracy, służby cywilnej oraz energii.
W maju 2010 premier Thompson poinformował w czasie konferencji prasowej, że od marca cierpi na bóle w okolicach brzucha. Na początku lipca 2010 ogłosił swój dwumiesięczny urlop w celu podjęcia zagranicą terapii medycznej. Obowiązki szefa rządu pełnił w tym czasie wicepremier Freundel Stuart. 29 sierpnia 2010 powrócił do kraju i następnego dnia przejął obowiązki szefa rządu. Jednak już 7 września 2010 wyjechał do Nowego Jorku. 16 września 2010 lekarz premiera oficjalnie potwierdził, że cierpi on na raka trzustki i przeszedł z tego powodu chemioterapię. 23 października 2010 około godz. 2:10 premier David Thompson zmarł w swoim domu na Barbadosie w otoczeniu najbliższej rodziny. Na stanowisku zastąpił go wicepremier Freundel Stuart, który już wcześniej przejął obowiązki szefa rządu.
David Thompson był żonaty, miał trzy córki.